# Bavaria (Nervesa della Battaglia)
Bavarìa è l'unica frazione del comune di Nervesa della Battaglia, in provincia di Treviso.

## Geografia fisica
Il centro si trova ai piedi del Montello, lungo l'ex SS 248 (ora SP), tra gli abitati di Sovilla (ad est) e Giavera (ad ovest). Dista circa 3 chilometri dal capoluogo comunale e 22 da Treviso.

## Origini del nome
Il toponimo di Bavaria si ricollegherebbe al nome latino Baiovarius, nome di probabili veterani romani, a cui queste terre erano state concesse dalla centuriazione..

## Storia
La presenza umana risale a tempi antichissimi: proprio a Bavaria sono stati ritrovati utensili di pietra, tra i reperti più antichi della provincia, risalenti al Musteriano (70.000-40.000 anni fa). L'uomo tornò sul Montello ancora nel V millennio a.C..
Nel tempo di dominazione romana Bavaria era un territorio agricolo.
A partire dall'XI secolo una comunità di origine germanica, i Bavari da cui ha preso il nome il paese, dettero origine al vero e proprio villaggio.
Bavaria è ricordata nella storia della Resistenza Trevigiana perché nella canonica della Parrocchia, allora guidata da Don Pasquale Roncato, nell'ottobre del 1943, su iniziativa del Professor Teodoforo Tessari di Treviso si tenne un incontro per organizzare gli ufficiali e soldati sbandati al quale parteciparono anche i rappresentanti provinciali dei partiti antifascisti. In sostanza, da quella riunione inizia l'attività del Comitato di Liberazione Nazionale della provincia di Treviso.

## Monumenti e luoghi d'interesse

### Architetture religiose

#### Chiesa parrocchiale
La parrocchiale di Sant'Urbano ha origini molto antiche, essendo in passato dipendenza della pieve di Cusignana (come Nervesa stessa). Sino al 1593 vi si conservava una pala del Fiumicelli che raffigurava i santi Urbano e Vincenzo. Gli altari laterali erano intitolati l'uno a questi ultimi e l'altro a san Gottardo; successivamente, il primo venne dedicato alla Resurrezione prima e al Rosario poi, mentre il secondo a san Valentino. L'altare maggiore, in marmo, proviene dalla certosa del Montello, demolita dopo le soppressioni napoleoniche. Attorno al 1820 l'edificio fu ampliato e affiancato da un campanile, andato distrutto durante la prima guerra mondiale. Durante l'anno 1939 fu completato il nuovo pavimento della chiesa. Nel 2008 è stata ristrutturata la facciata.

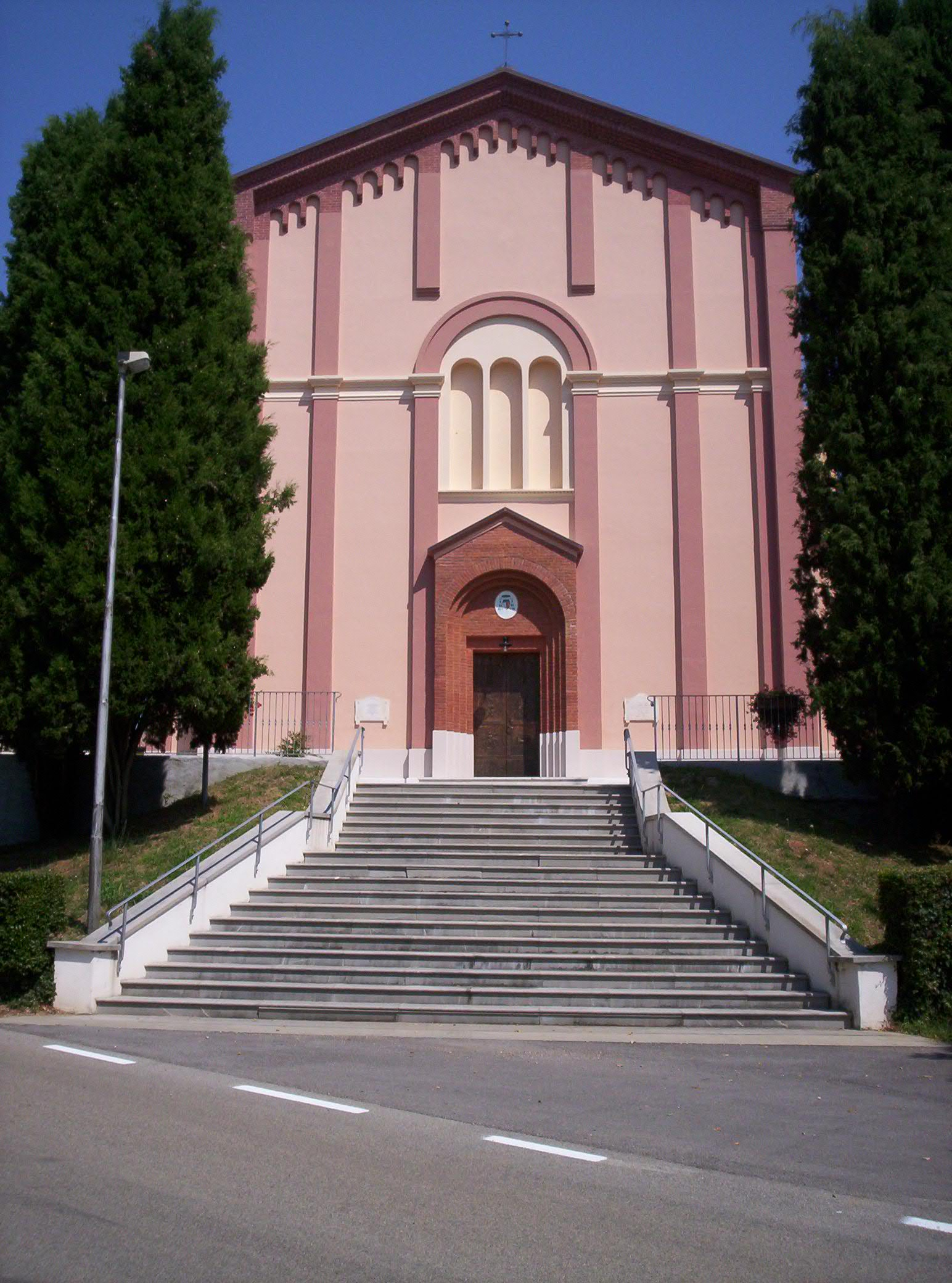
La facciata.
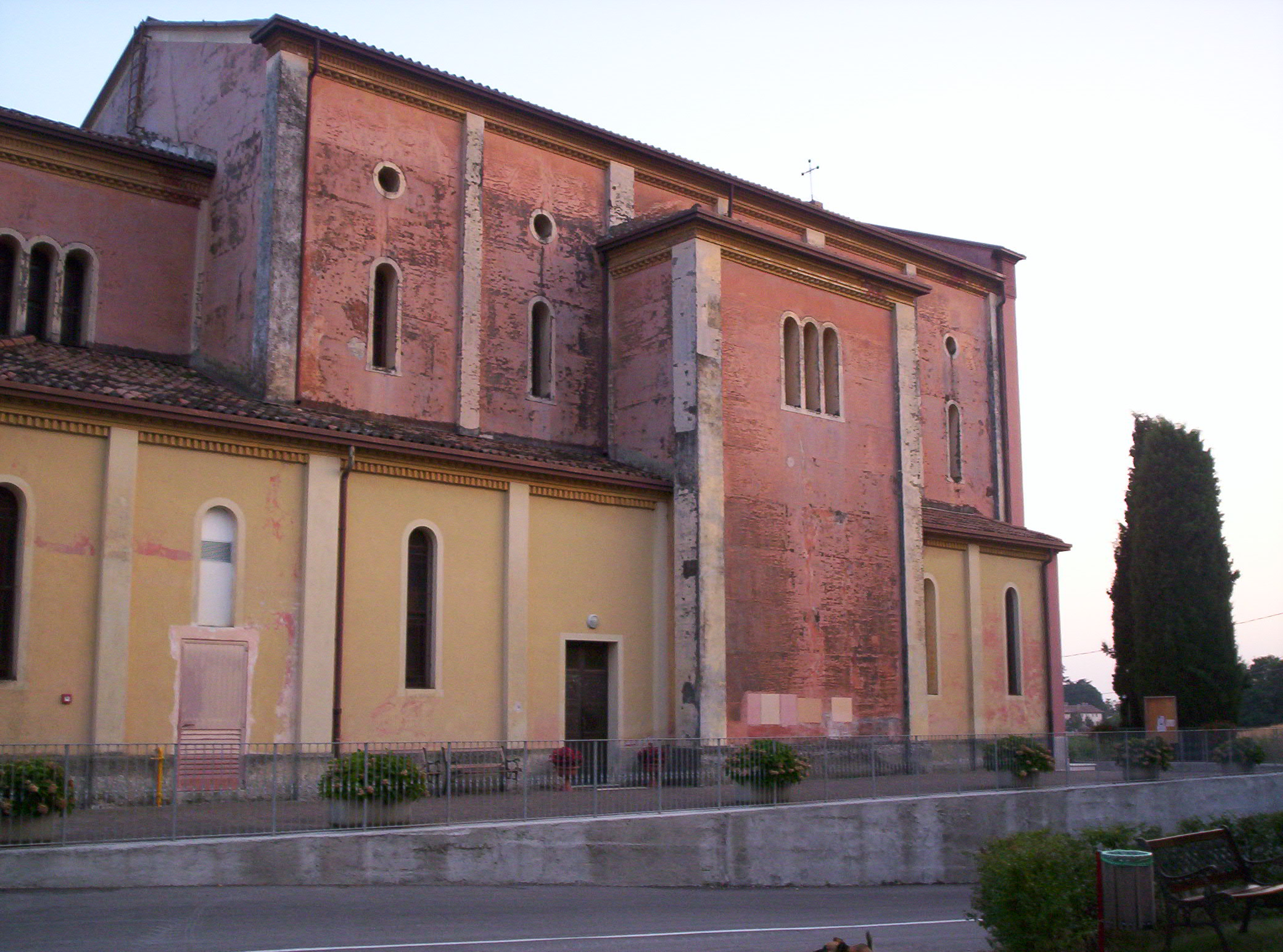
La chiesa vista da lato.

#### Altri luoghi sacri
- Chiesa della Madonna di Fatima e San Valentino: chiesa-monumento edificata nel 1925 e intitolata alla Madonna di Fátima e a San Valentino, compatrono del paese[6].
- Grotta di San Girolamo: si tratta di una piccola cappella eretta da Zaccaria de' Zaccaria tra il 1813 e il 1819, poco dopo la demolizione della certosa. Fu costruita con materiali provenienti da un luogo di eremitaggio di origine Trecentesca sito nella valle delle Tre Fonti sul Montello e dal quale la certosa stessa avrebbe avuto origine. Gravemente danneggiata durante la Grande Guerra, venne ricostruita e, dopo un lungo periodo di abbandono, è stata restaurata tra il 1996 e il 1999 dagli alpini di Nervesa[6].
- Madonna sul Bosco è un capitello di Bavaria, nel bosco del Montello, tra la presa 3 e la presa 4.

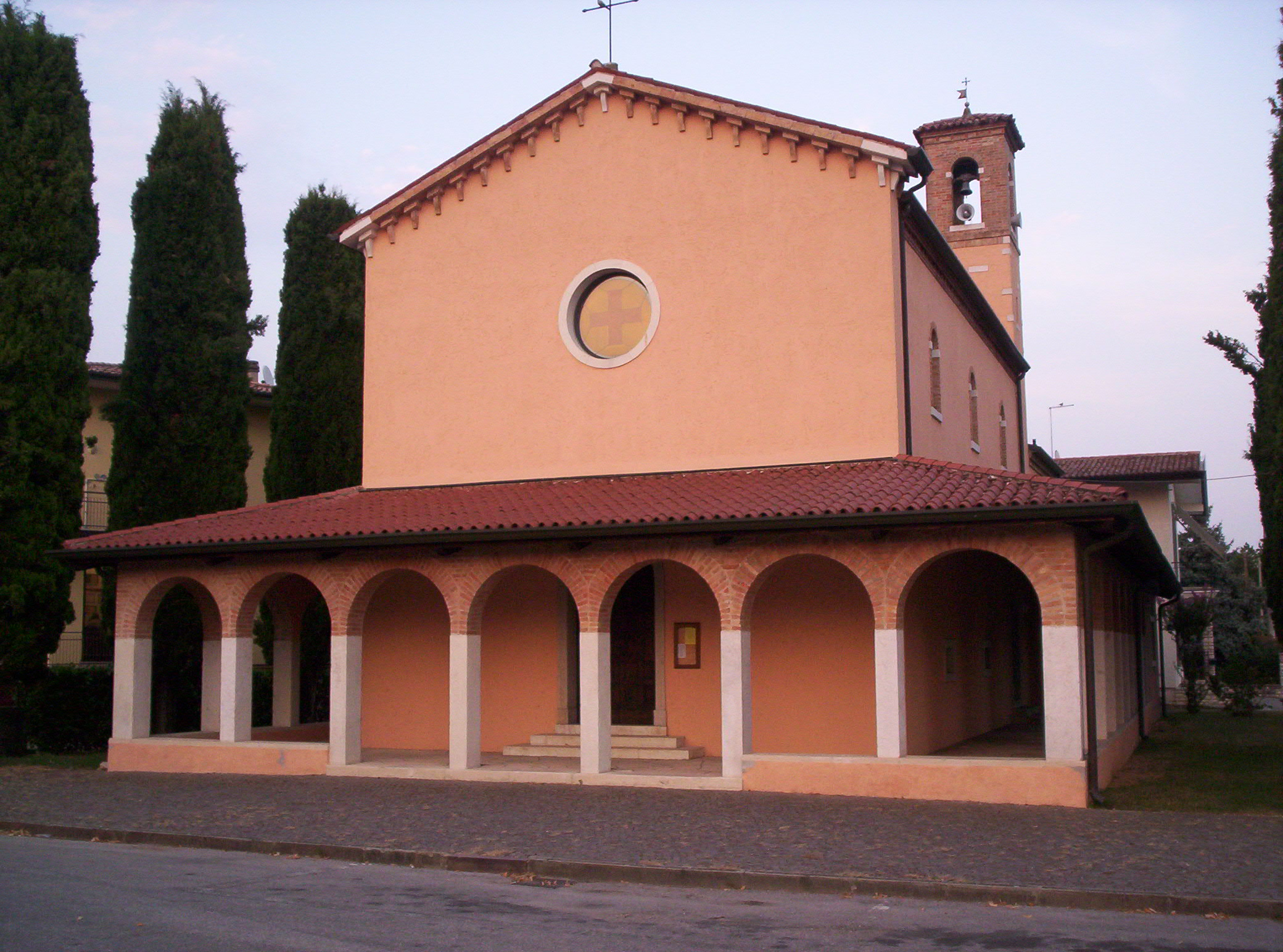
La chiesa di San Valentino.
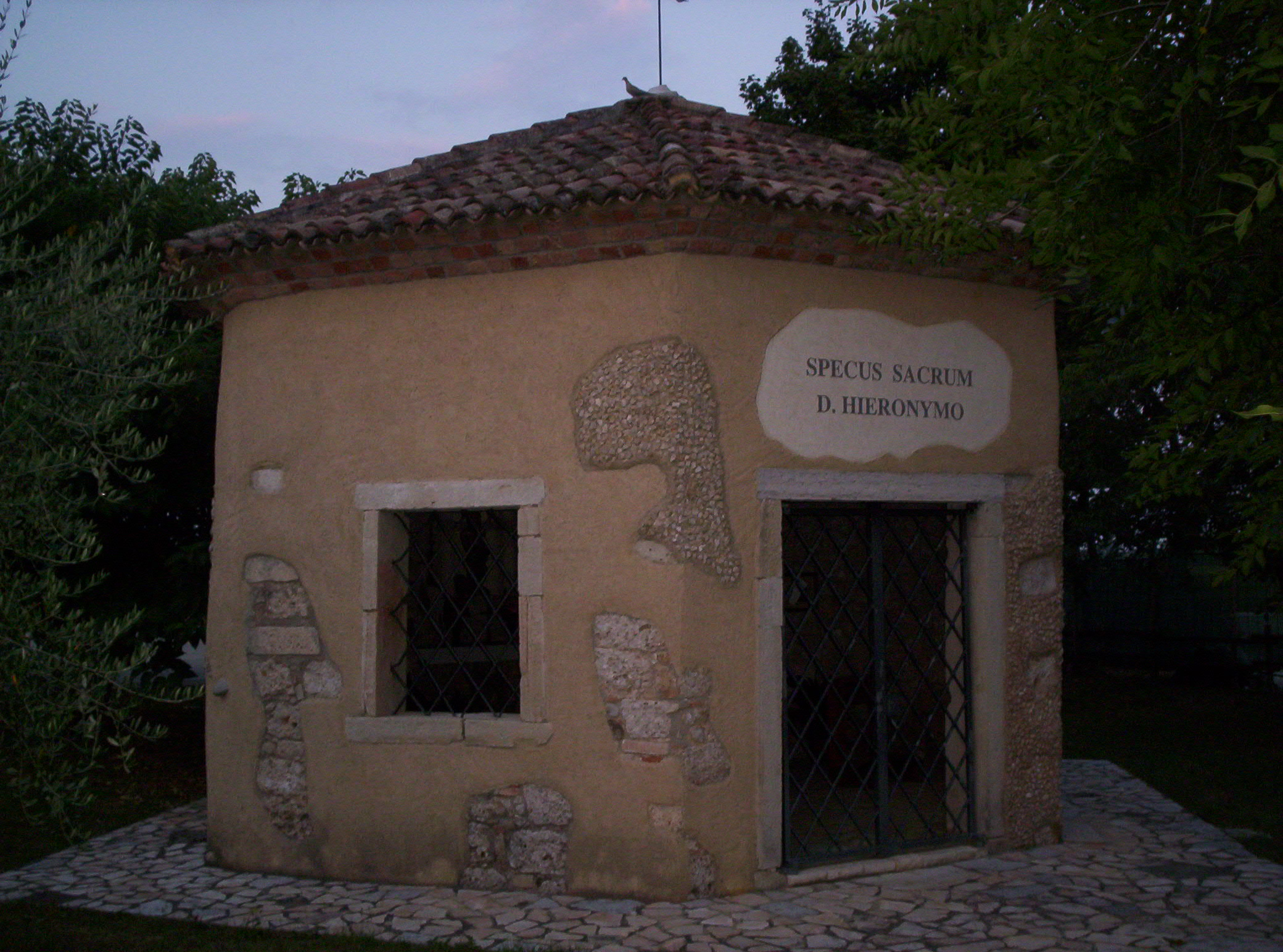
La grotta di san Girolamo.
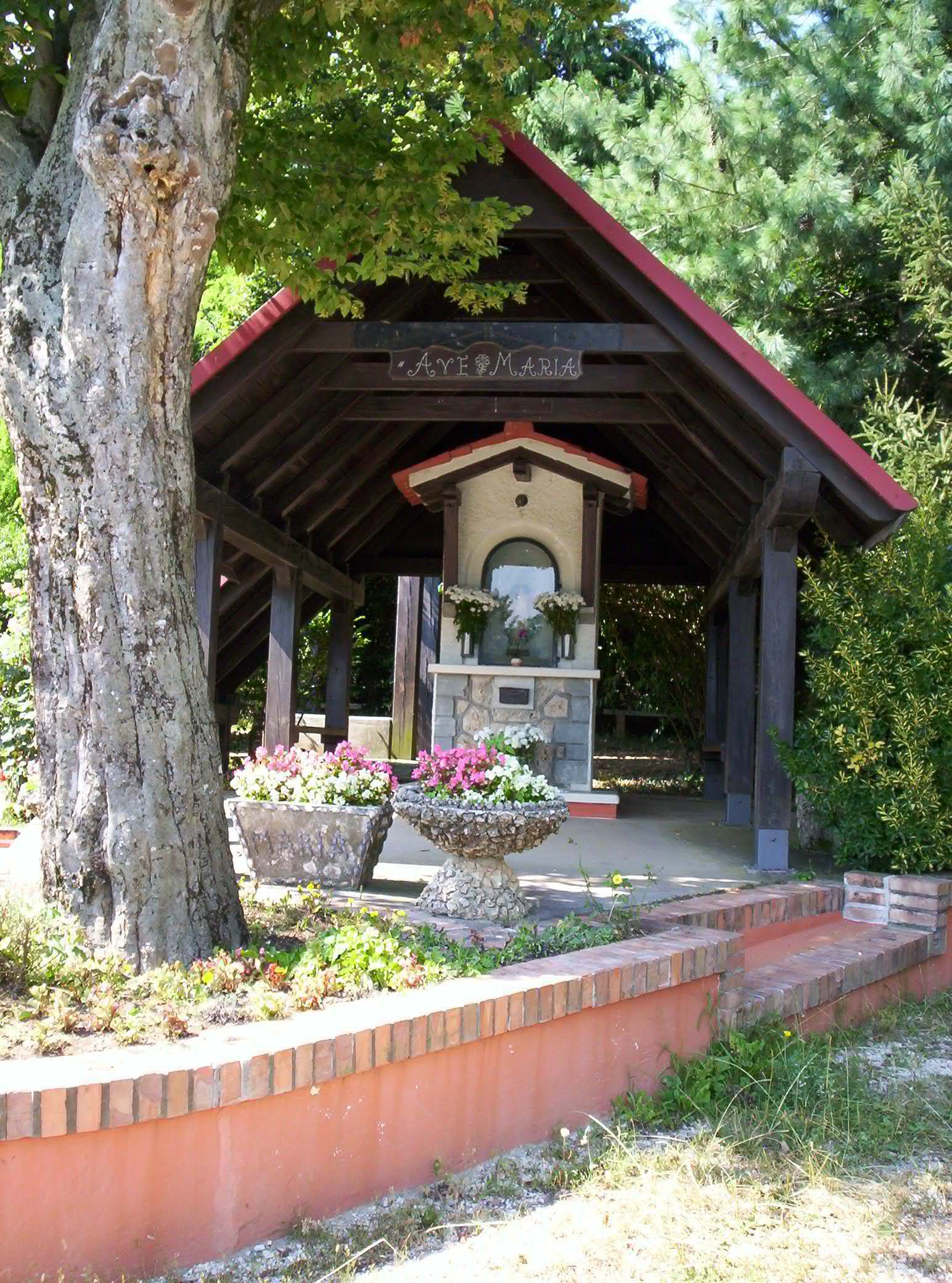
Vista d'insieme.

### Architetture civili

#### Villa Sfoglio, Antonini, Vagliano
Tipica struttura di villa veneta, palazzo Sfoglio, Antonini, Vagliano risale alla fine del XVII secolo. Danneggiata durante la prima guerra mondiale, la villa beneficiò di ristrutturazioni e, attualmente, è in buono stato di conservazione.
L'edificio consta di un corpo centrale a due piani più ammezzato e di una barchessa, in posizione laterale.
Internamente, il salone centrale conserva affreschi tardo settecenteschi di Giovan Battista Canal.

#### Monumenti ai caduti

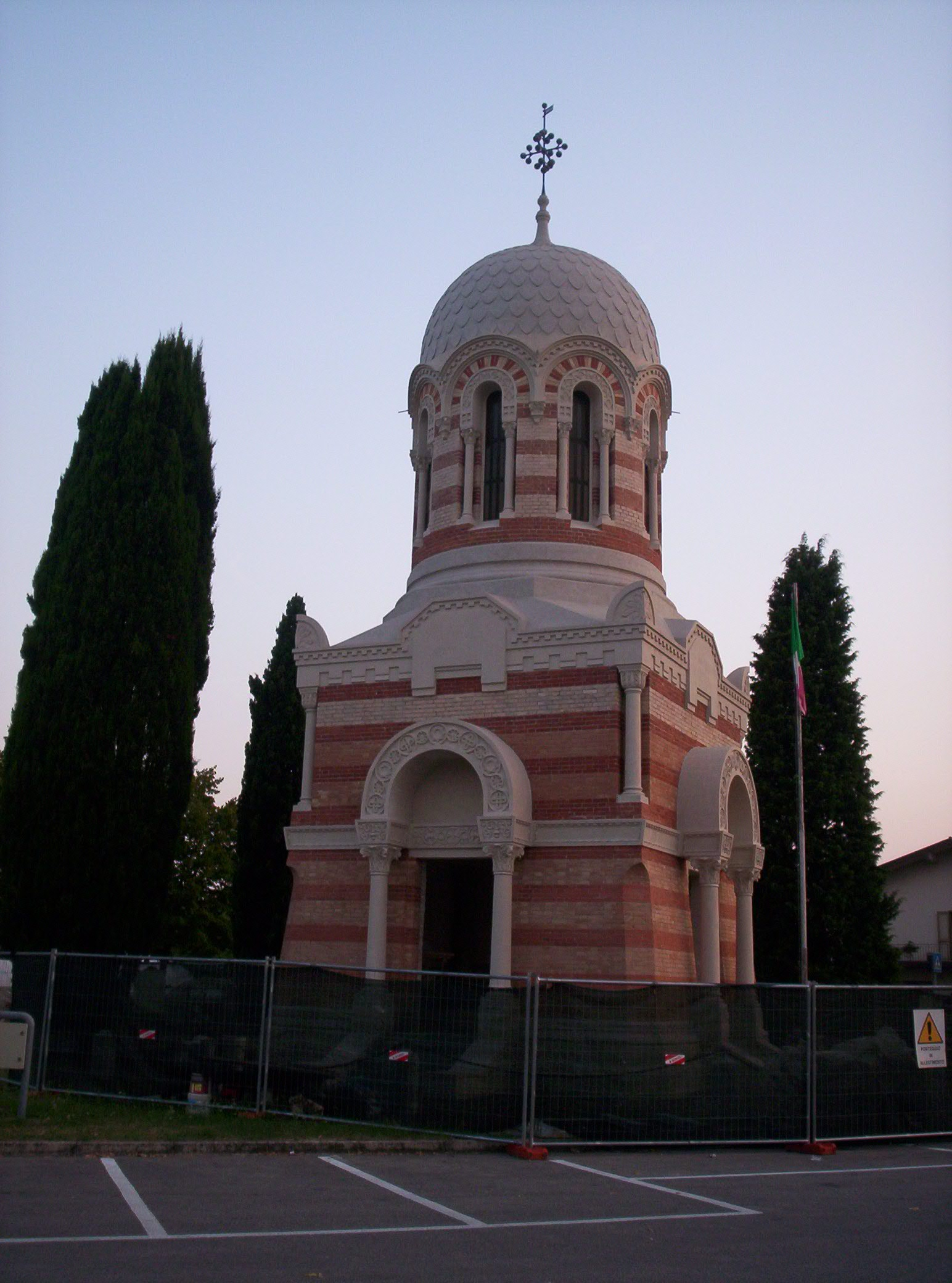
Il monumento ai caduti.
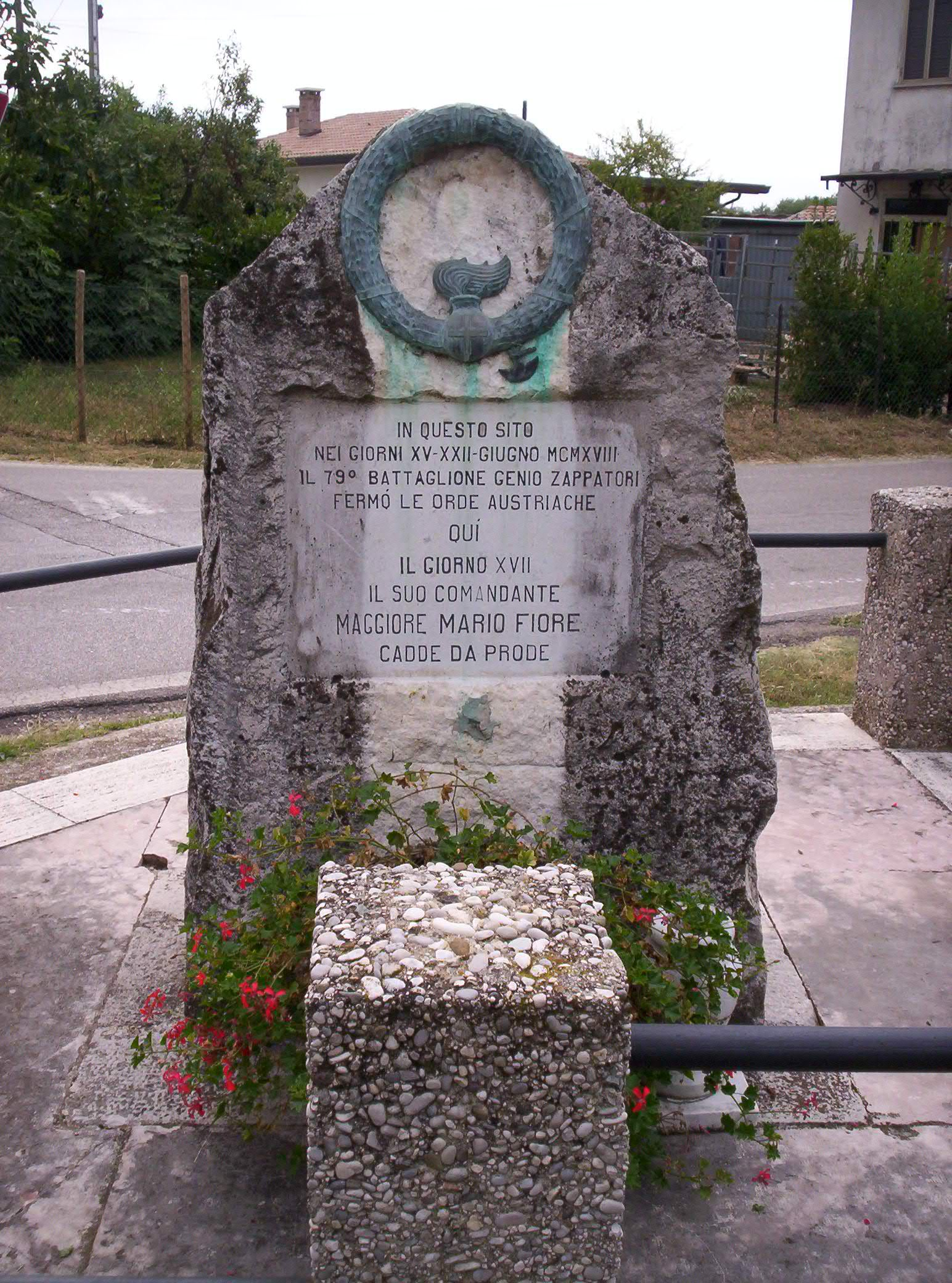
Il monumento a Mario Fiore.

## Sport

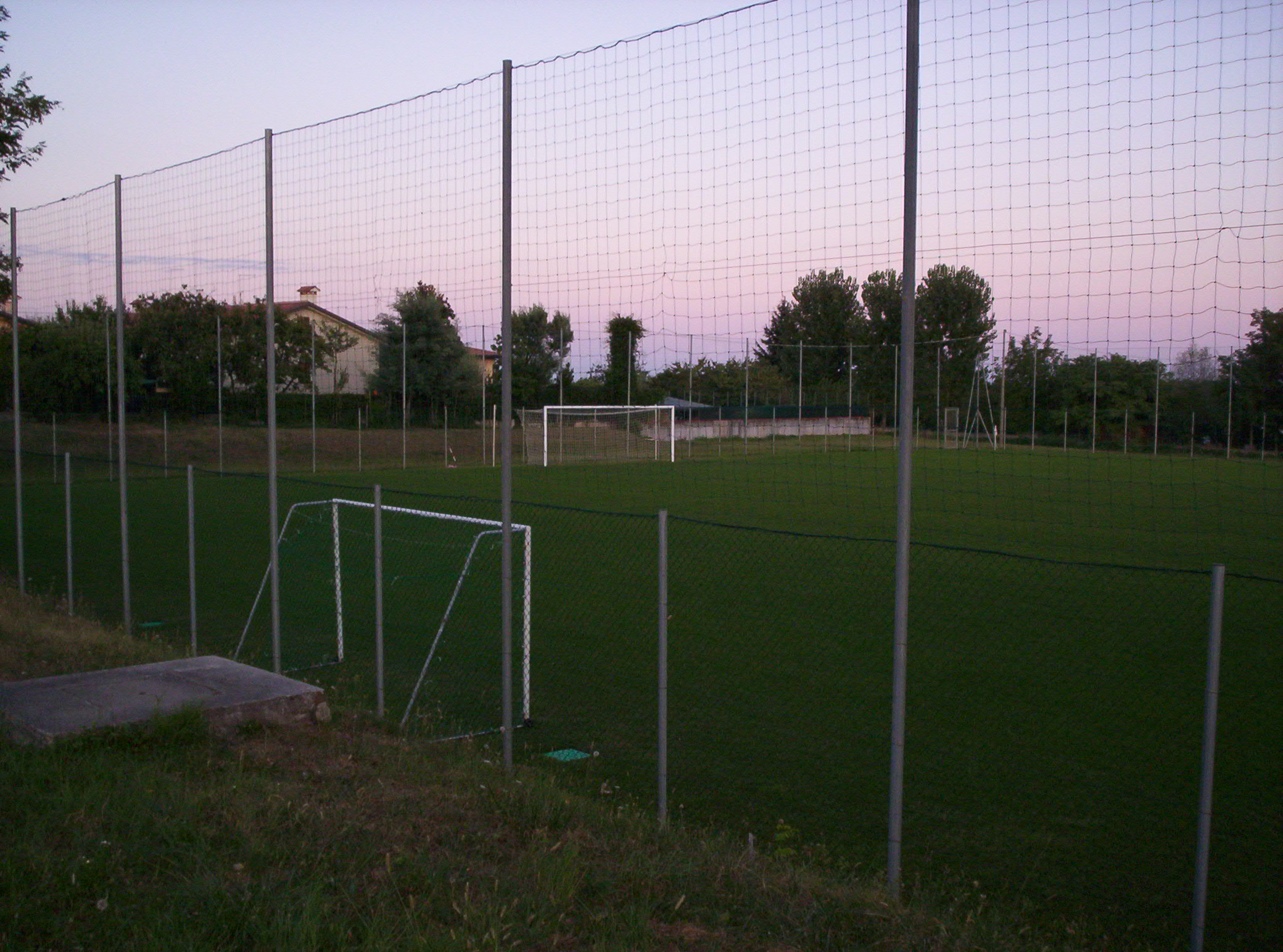
Il campo sportivo

La palestra comunale di Bavaria è sede della squadra di pallacanestro di Nervesa, il Basket Nervesa, e anche della squadra di calcio a cinque, l'Atletico Nervesa, ex United Nervesarcade che era una fusione con Arcade. Nel nuovo campo sportivo, a volte, si allena la squadra di calcio di Nervesa, l'F.C. Nervesa A.S.D. (ex Football Club Nervesa), ma è sede anche di tornei di calcio per ragazzi di tutta la provincia. Nel 2009, sempre nel campo sportivo, in occasione della sagra parrocchiale, c'è stata la finale dei campionati italiani di tiro alla fune; e ogni anno, sempre in occasione della sagra si organizza una corsa podistica sul montello, di 5 e 10 chilometri.

## Manifestazioni
Dal 1986, alla fine di luglio si svolge la tradizionale sagra dedicata alla Madonna della Certosa. In passato si svolgeva anche la sagra di san Valentino, a metà febbraio.Quest'ultima e stata mantenuta in forma minore per circa dieci anni dal gruppo alpini Bavaria per essere poi ripresa nella sua versione classica dal gruppo San Valentino e dallo stesso Gruppo alpini Bavaria a partire dal 2022 sempre a metà febbraio proprio nel fine settimana corrispondente alla data del 14 febbraio